# Giuseppe Guerini
Giuseppe Guerini (nasceu a 14 de fevereiro de 1970 em Gazzaniga, Bérgamo), apelidado Turbo, é um ciclista italiano, profissional entre os anos 1993 e 2007, que conseguiu oito vitórias.
Foi terceiro na Volta a Itália em duas ocasiões, nas edições de 1997 e 1998.
Em 1999 ganhou a etapa do Volta a França com final em Alpe d'Huez, apesar de que, perto da linha de meta, um aficionado se cruzou adiante dele para tomar uma fotografia e ambos caíram ao solo.

## Palmarés
| 1994 - 1 etapa da Volta a Portugal 1995 - 2 etapas da Semana Lombarda 1996 - 1 etapa da Rota del Sur 1997 - 3º do Giro de Itália 1998 - 3º da Volta a Itália, mais 1 etapa - 1 etapa da Semana Lombarda | 1999 - 1 etapa da Volta a França 2002 - 1 etapa da Setmana Catalã 2005 - 1 etapa da Volta a França |

## Resultados em Grandes Voltas e Campeonatos do Mundo
Durante a sua carreira desportiva conseguiu os seguintes postos nas Grandes Voltas e nos Campeonatos do Mundo em estrada:
| Corrida         | 1993 | 1994 | 1995 | 1996 | 1997 | 1998 | 1999 | 2000 | 2001 | 2002 | 2003 | 2004 | 2005 | 2006 | 2007 |
| --------------- | ---- | ---- | ---- | ---- | ---- | ---- | ---- | ---- | ---- | ---- | ---- | ---- | ---- | ---- | ---- |
| Volta a Itália  | -    | 32º  | 31º  | 22º  | 3º   | 3º   | -    | -    | 44º  | -    | -    | -    | -    | -    | -    |
| Volta a França  | -    | -    | -    | 27º  | 53º  | -    | 22º  | 26º  | 39º  | 80º  | 35º  | 25º  | 20º  | 26º  | -    |
| Volta a Espanha | Ab.  | -    | -    | -    | -    | Ab.  | Ab.  | -    | -    | -    | -    | -    | -    | -    | Ab.  |

## Equipas
- Navigare (1993-1995)
- Team Polti (1996-1998)
- Deutsche Telekom (1999-2003)
- T-Mobile Team (2004-2007)